# Priscilla Wellesley-Pole
Priscilla Anne Fane, née Wellesley-Pole, comtesse de Westmorland, née le 13 mars 1793 à Londres où elle meurt le 18 février 1879, nommée Lady Burghersh entre 1811 et 1841, est une linguiste et portraitiste britannique. 

## Biographie

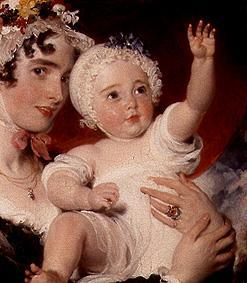
Lady Westmorland tenant son deuxième fils George Fane (1819–1848).

Priscilla Anne Wellesley-Pole est le quatrième enfant de l'honorable William Wellesley-Pole, plus tard premier baron Maryborough et troisième comte de Mornington et de Katharine Elizabeth Forbes, fille aînée de l'amiral John Forbes. Arthur Wellesley, 1er duc de Wellington, était son oncle. Priscilla était la grande favorite de son oncle qui avait une haute opinion de son jugement politique, tout comme Lord Melbourne qui l'utilisa comme intermédiaire pour discuter avec Wellington de la formation éventuelle d'une coalition . 
En 1811, elle épouse John Fane, Lord Burghersh, fils de John Fane, 10e comte de Westmorland, avec qui elle a cinq fils et une fille : de ses enfants, seuls Francis Fane, 12e comte de Westmorland et Lady Rose Weighell lui survécurent. Elle est devenue connue comme « comtesse de Westmorland » lorsque son mari est devenu dixième comte de Westmorland en 1841. Elle était une linguiste accomplie et une artiste distinguée. Lorsque Lady Burghersh a exposé six pièces représentant des personnages à la Royal Society of British Artists entre 1833 et 1841, puis en 1843 et 1857, elle a envoyé deux sujets scripturaires à la British Institution. Sa représentation d'Anne, comtesse de Mornington, entourée de ses trois fils, Lord Wellesley, le duc de Wellington et Lord Cowley, a été gravée et est bien connue. 
Elle a reçu des leçons d'art du peintre portraitiste William Salter et était son indulgente mécène.  
Elle meurt au 29 Portman Square à Londres, le 18 février 1879, et fut inhumée à Apethorpe, Northamptonshire, le 25 février. Sa fille, Lady Rose Weigall, a édité deux volumes de sélections de sa correspondance. 

## Œuvres
- The letters of Lady Burghersh (afterwards countess of Westmorland) from Germany and France during the campaign of 1813-14, Londres, John Murray, 1893 (lire en ligne).
- Correspondence of Lady Burghersh with the Duke of Wellington, Londres, John Murray and Company, 1903 (lire en ligne).